# Erzurum (provincie)
Erzurumská provincie je tureckou provincií, nachází se ve východní části Malé Asie. Rozloha provincie činí 25 066 km², v roce 2010 zde žilo 769 085 obyvatel. Je to čtvrtá největší provincie v Turecku co do rozlohy. Hlavním městem je Erzurum. Pěstuje se zde obilí. Přibližně 18,5% rozlohy provincie je obdělávané.

## Administrativní členění
Erzurumská provincie se administrativně člení na 20 distriktů:
- Aşkale
- Aziziye
- Çat
- Erzurum
- Hınıs
- Horasan
- Ilıca
- İspir
- Karaçoban
- Karayazı
- Köprüköy
- Narman
- Oltu
- Olur
- Pasinler
- Pazaryolu
- Şenkaya
- Tekman
- Tortum
- Uzundere